# Oliver Stone

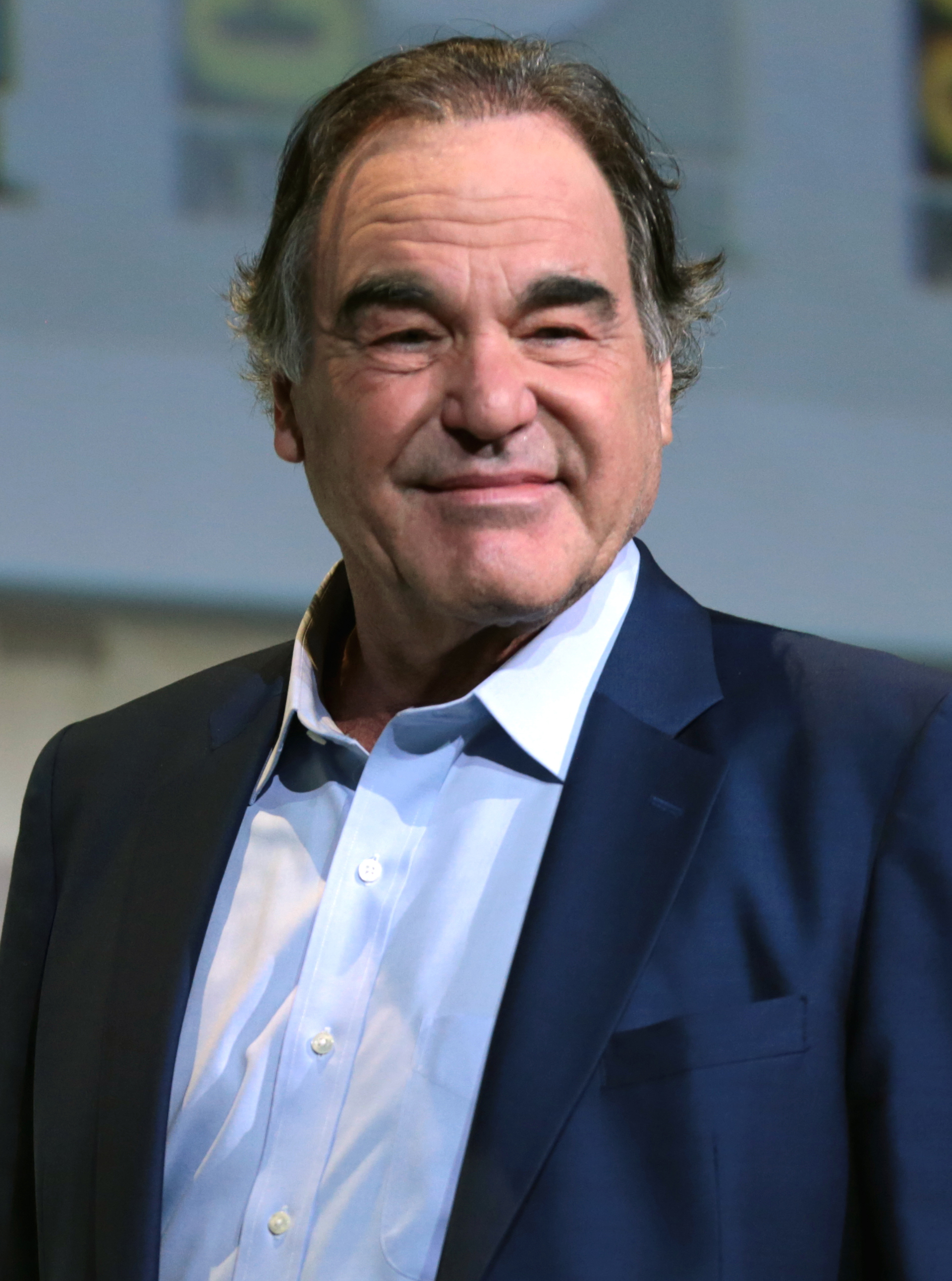
Oliver Stone (2016)

William Oliver Stone (* 15. September 1946 in New York City) ist ein US-amerikanischer Regisseur, Drehbuchautor und Produzent, der vor allem für politische Filme bekannt ist. Er wurde dreimal mit dem Oscar ausgezeichnet.

## Leben und Karriere
Oliver Stones Vater, Louis Stone, war Jude, seine Mutter eine in Frankreich geborene Katholikin. Die Eltern einigten sich auf den Kompromiss, Oliver episkopalisch zu erziehen. Stone ist später zum Buddhismus konvertiert. Die Familie war wohlhabend, der Sohn ging auf die Trinity-School in Manhattan, bevor er auf „The Hill School“ in Pennsylvania seine College-Reife erlangte. Die Ferien verbrachte er regelmäßig bei seiner Großmutter in Frankreich. Er spricht fließend Französisch.
Im Alter von fünf Jahren schrieb Oliver bereits Marionettentheater-Stücke für seine Cousins. Mit sieben schrieb er erste Geschichten, für die ihm sein Vater einen Vierteldollar pro Stück bezahlte. Mit neun begann er ein 100 Seiten langes Buch über seine Familie und das Leben im Allgemeinen zu schreiben.
Mit 14 Jahren wurde Stone von seinen Eltern auf ein Internat geschickt. Seine Eltern ließen sich dann in Olivers Abwesenheit scheiden. Der Vater hatte Affären mit Ehefrauen aus befreundeten Familien. Er war Broker an der Wall Street, bis er durch schlechte Investments finanziell Schiffbruch erlitt. Stone verarbeitete diese Erlebnisse in dem börsenkritischen Spielfilm Wall Street. Der Bankrott seines Vaters ließ Stone zum ersten Mal begreifen, dass er bisher ein privilegiertes Leben geführt hatte.
Nach einem eher erfolglosen Jahr an der Yale University ging Stone nach Vietnam und arbeitete als Englischlehrer. Er kehrte noch einmal nach Yale zurück, verließ die Universität aber erneut nach kurzer Zeit, da er zu sehr damit beschäftigt war, den extrem langen Roman A Child’s Night Dream zu schreiben, der von einer Reihe von Verlagen abgelehnt wurde. Stone warf das halbe Manuskript frustriert in den East River. Er ging als Freiwilliger in den Vietnamkrieg. Stone führt diese Entscheidung auf den Einfluss seines Vaters und der damaligen Filme zurück:

„Ich glaubte an das John-Wayne-Bild von Amerika. Mein Vater war Republikaner, und er brachte mir bei, dass das ein guter Krieg sei, weil die Kommunisten böse Kerle seien und wir gegen sie kämpfen müssten. Und dann war da noch der Romantizismus des Zweiten Weltkriegs, wie er in den Filmen auftauchte, die wir schauten. Die Realität unterschied sich davon aber offensichtlich sehr.“

Stone diente von April 1967 bis November 1968 in Vietnam. Er bestand auf Fronteinsatz, wurde zweimal verwundet und mit den Orden Purple Heart und Bronze Star für „außerordentlich mutiges Verhalten in Kampfhandlungen“ geehrt. Seine Kriegserfahrungen verarbeitete Stone später in seiner Anti-Kriegsfilm-Trilogie Platoon, Geboren am 4. Juli (Born on the Fourth of July) und Zwischen Himmel und Hölle (Heaven & Earth).
Nach der Rückkehr aus dem Krieg erlebte Stone in Berkeley die Studentenrevolte mit. Er verbrachte einige Zeit in Mexiko. Bei seiner Rückkehr in die USA wurde er wegen Besitzes von Marihuana festgenommen, sein Vater hinterlegte eine Kaution und er kam wieder frei. Stone begann ein Studium an der Filmhochschule der New York University, an der Martin Scorsese sein erster Lehrer war. Stone schrieb nach Studienende zehn Drehbücher, die nicht realisiert wurden, und arbeitete als Taxifahrer und Kopierbote. 1972 konnte er sein erstes Drehbuch verkaufen und selbst verfilmen, das Horror-B-Movie Die Herrscherin des Bösen (Seizure).
Es folgte eine erneute Durststrecke. Stone arbeitete für eine Sportfilmproduktionsfirma und schrieb weitere 14 Drehbücher, darunter Platoon, in dem er seine alptraumhaften Erlebnisse im Krieg verarbeitete. Das Buch konnte er verkaufen, doch wurde die Produktion eines Filmes zunächst zurückgestellt. Für Columbia Pictures schrieb Stone schließlich das Drehbuch zu 12 Uhr nachts – Midnight Express (Midnight Express), für das er 1978 seinen ersten Oscar erhielt. Damit hatte Stone in Hollywood den Durchbruch geschafft. Weitere Drehbücher schrieb er unter anderem für Conan der Barbar (Conan the Barbarian), Scarface und Im Jahr des Drachen (Year of the Dragon).
In der Zeit seiner Erfolge wurde Stone drogensüchtig, lebte ein wildes Partyleben und war am Ende nahezu bankrott. Was ihn rettete, war der überwältigende Erfolg seines Films Platoon, für den er den zweiten Oscar erhielt – seinen ersten als Regisseur. Es folgte ein weiterer Regie-Oscar für Geboren am 4. Juli (Born on the Fourth of July). In beiden Filmen thematisierte Stone den Vietnamkrieg und löste politische Debatten aus. Es folgten weitere zeitgeist- und politikkritische Filme wie John F. Kennedy – Tatort Dallas (JFK), Natural Born Killers und Nixon – Der Untergang eines Präsidenten (Nixon).
Mit besonderer Optik bestechen insbesondere seine Werke JFK, Natural Born Killers und The Doors, die Stone neben weiteren acht Spielfilmen mit dem mehrfach Oscar-prämierten Kameramann und Bildgestalter Robert Richardson realisierte. Typisch für diese Filme sind verschiedenste Kamera- und Filmformate, die sich aus der gesamten Bandbreite visueller Ausdrucksformen generieren. In den Filmen JFK´und Natural Born Killers werden von Richardson/Stone die Formate VHS, 8mm, Super 8, 16mm, Super 16 (in Schwarzweiß, auch in Farbe) 35mm und 70-mm-Film sowie spezielle Kamerafilter und Kameraobjektive eingesetzt. Diese Formate zeichnen sich vor allem durch eine vollkommen unterschiedliche Körnung aus. Im anschließenden Filmschnitt werden die ohnehin schon hektisch und unruhig wirkenden Sequenzen durch eine hohe Schnittfrequenz zusätzlich verstärkt. Mittels dieser Techniken in Kombination mit entsprechenden Kameraeinstellungen, Beleuchtungstechniken, Maskenbildern, Kostümen und Drehorten wird die Wirkung eines Dokumentarfilms erzielt.
Stone bedient sich bei seinen Filmen durchaus aus dem Material anderer Autoren und verarbeitet dieses in seinen Drehbüchern. So basiert Salvador (1986) auf den realen Erlebnissen von Rick Boyle. Und das Drehbuch von John F. Kennedy – Tatort Dallas auf der literarischen Vorlage von Jim Garrison On the Trail of the Assassins (dt. Ausgabe 1992: Wer erschoß John F. Kennedy? – Auf den Spuren der Mörder von Dallas). Da Stone noch zum Zeitpunkt seines Interesses der filmischen Umsetzung mit eigenen Dreharbeiten beschäftigt war, hatte Zachary Sklar zunächst einen Entwurf verfasst, den Stone dann überarbeitete.
Sein über 15 Jahre vorbereitetes, ambitioniertes Filmprojekt über Alexander den Großen, Alexander (2004), wurde von vielen Kritikern „verrissen“, was Stone sehr schmerzte. Der Film war finanziell ein Misserfolg, dessen Ausmaß sich jedoch durch gute DVD-Verkaufszahlen abschwächte.
Stones nächster Film World Trade Center war eine der ersten filmischen Auseinandersetzungen mit den Anschlägen vom 11. September 2001. Der Film wurde von Stones rechten Kritikern gut angenommen, während ihm eher liberale und linke Beobachter vorwarfen, einen harmlosen und verklärenden Film gedreht zu haben.
Oliver Stone ist bekennender Drogenkonsument, was ihn mehrfach mit dem Gesetz in Konflikt brachte. Zur Zeit der Arbeit an Scarface erholte er sich gerade von seiner Kokainsucht. Auf der DVD zu Natural Born Killers berichtet die Produzentin Jane Hamsher, Stone habe während des Drehs halluzinogene Pilze konsumiert. Auch während des Drehs zu Platoon soll der Regisseur mit seinen Darstellern Marihuana geraucht haben, um eine Szene, in der die Soldaten Marihuana rauchen, so realistisch wie möglich wirken zu lassen.
1997 gehörte Stone zu den Unterzeichnern eines offenen Briefes an Bundeskanzler Helmut Kohl, der das Verhalten des deutschen Staates gegenüber der Scientology-Organisation mit der Judenverfolgung im Dritten Reich verglich. Der Brief wurde in der International Herald Tribune abgedruckt und sorgte in Deutschland für große Empörung.
2012 produzierte Stone in Zusammenarbeit mit dem Historiker Peter Kuznick eine zehnteilige Fernsehdokumentation über die amerikanische Geschichte von 1940 bis zur Wahl Obamas. Das 900-seitige Begleitbuch stammt auch von ihm.
Nachdem Ende Oktober 2012 Hurrikan Sandy während des Präsidentschaftswahlkampfs die Ostküste der USA getroffen hatte, kritisierte Stone sowohl Barack Obama als auch Mitt Romney dafür, dass sie sich bis dahin in ihren Wahlkampfdebatten nicht zum Klimawandel geäußert hatten. Das Problem sei schon lange bekannt, aber man tue nichts dagegen, weil es unbequem sei. Es sei leichter, gewählt zu werden, wenn man über Arbeitsplätze spreche.
Stone trat im Zuge der Überwachungs- und Spionageaffäre 2013 im Video Stop Watching US auf und nannte den Whistleblower Edward Snowden einen Helden. Am 20. Februar 2015 begann Stone in München mit den Dreharbeiten zu seinem Spielfilm über Edward Snowden. Der Film Snowden mit Joseph Gordon-Levitt in der Titelrolle kam in Deutschland am 22. September 2016 in die Kinos.
Mit der im Juli 2021 außerhalb der Filmfestspielen von Cannes uraufgeführten Dokumentation JFK Revisited: Through the Looking Glass kehrte Stone nochmals zum Thema John F. Kennedy zurück. Jason Gorber schrieb, Stone habe nun „viele Jahre als politischer Aktivist zugebracht und Demagogen gegenüber demokratischen Führern unterstützt“, der Film zeige seine feste Entschlossenheit, sein Publikum ganz auf der Seite der Skeptiker gegenüber allem Offiziellen zu finden. Wegen der Gefährlichkeit dieses Zündelns nannte Gorber Stone einen Verschwörungs-Quacksalber.
In seinem Film Ukraine on Fire (2016) stellte Stone den Euromaidan als einen von den USA organisierten Staatsstreich dar. „Damit bedient er ein klassisches Propaganda-Narrativ des Kremls.“ Laut Stone ließ Putin die Ukraine 2022 überfallen, weil ihm die USA eine Falle gestellt hätten. Die westlichen Idioten, welche Russland provozierten, hätten ein Verbrechen gegen die Menschlichkeit begangen. Nun sei es an der Zeit, dass die USA und Russland – ähnlich wie bei der Kubakrise – gemeinsam die gefährliche Situation entschärfen. Während selbst die meisten rechtslastigen Medien im Falle des Massakers von Butscha auf Desinformation verzichteten, verbreitete  der links stehende Stone dubiose Inhalte aus dem Internet mit Verweis auf die üblichen Verdächtigen (Neocons, CIA, NATO).

## Kontroversen um Stones Filme

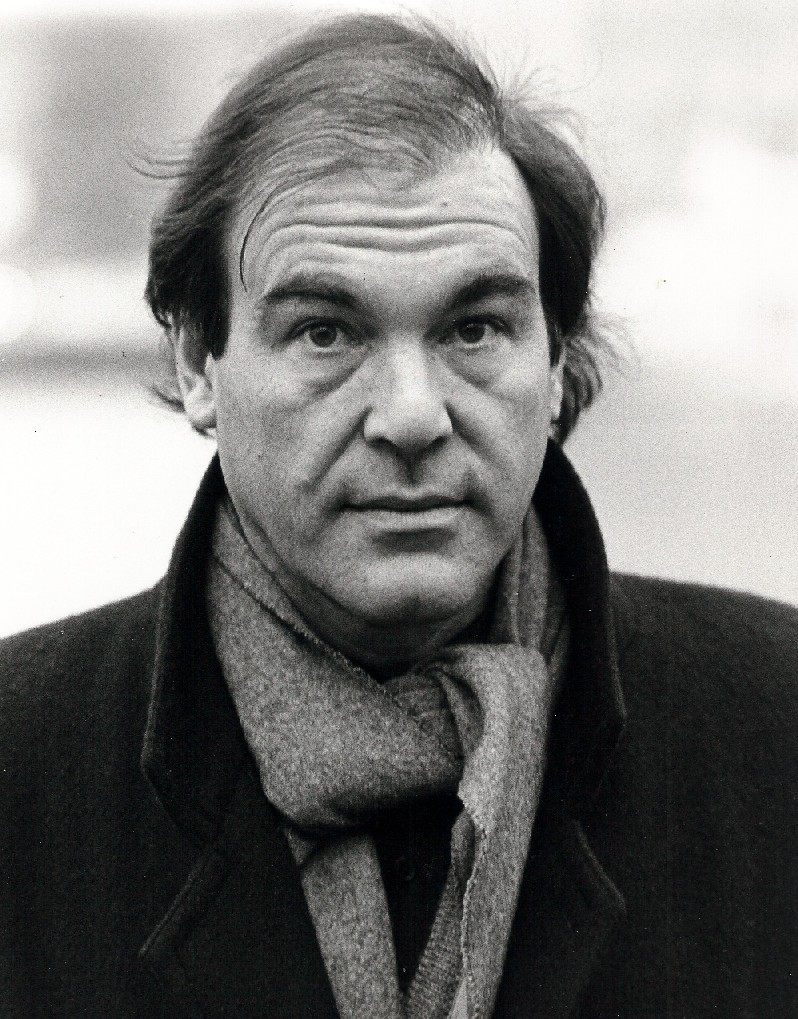
Oliver Stone (1987)

Stones Filme greifen nicht nur häufig politisch kontroverse Themen auf, sie entfachen auch politischen Streit.
Die Verfilmung der Ermittlungen nach dem Attentat auf John F. Kennedy unter dem Titel JFK – Tatort Dallas (JFK) löste in den Vereinigten Staaten Diskussionen über den Umgang des Staates mit dem die Nation traumatisierenden Ereignis aus, aber auch über eine von Stone implizierte Beteiligung des Staates an Kennedys Ermordung. Die Kontroverse, die der Film ausgelöst hatte, führte schließlich so weit, dass der Kongress ein Gesetz verabschiedete, mit dem Millionen Seiten von Regierungsdokumenten über die Kennedy-Ermordung öffentlich gemacht wurden, die eigentlich noch einige Jahrzehnte unter Verschluss hätten bleiben sollen.
Kritiker warfen dem Regisseur vor, durch Vermengung von geschichtlichen Fakten und fiktionalen Ereignissen zu polemisieren und den Zuschauer zu manipulieren. Stone veröffentlichte daraufhin eine Version des Drehbuches mit Quellenverweisen, um der Kritik zu begegnen. Ebenso verfuhr er bei seinem Film Nixon – Der Untergang eines Präsidenten (Nixon), der aus denselben Gründen kritisiert worden war.
Wie schon Scarface, zu dem Stone das Drehbuch schrieb, wurde auch Natural Born Killers die Glorifizierung von Gewalt vorgeworfen. Stone erwiderte, der Film verherrliche Gewalt nicht, sondern zeige satirisch die Glorifizierung von Gewalt durch Amerikas Medien. Stone musste sich für Natural Born Killers sogar vor Gericht verantworten, weil ihm Krimi-Autor John Grisham vorwarf, er sei dafür verantwortlich, dass zwei Jugendliche nach Besuch des Films einen Bekannten von ihm getötet hätten. Stone wurde freigesprochen. Aus der Entstehungszeit des Films Natural Born Killers gibt es Berichte von der Produzentin Jane Hamsher, die sie in ihrem Buch Killer Instinct veröffentlichte. Darin werden die Hollywood-Szene und auch Oliver Stone als skrupellose Filmemacher kritisiert.
Stones Drehbüchern für 12 Uhr nachts – Midnight Express (Midnight Express) und Im Jahr des Drachen (Year of the Dragon) wurde Rassismus vorgeworfen. Der erste Film beschreibt unmenschliche Zustände in einem türkischen Gefängnis, der zweite handelt von einem Bandenkrieg innerhalb der chinesischen Mafia in New York. Er löste heftige Proteste chinesischstämmiger Amerikaner aus.
Seiner Musikerbiografie The Doors wurde vorgeworfen, tatsächliche Abläufe verfälscht wiederzugeben. So sei der Doors-Song Light My Fire niemals für Werbezwecke verkauft worden, und Jim Morrison habe seine Frau nicht in einen Schrank eingesperrt und diesen dann angezündet. Ray Manzarek, der Keyboarder der Doors, warf Stone Verfälschungen im Drehbuch vor und erhielt während der Dreharbeiten Setverbot. Manzarek vertrat bis zu seinem Tod den Standpunkt, The Doors sei ein guter Film, der jedoch nicht faktengetreu sei. Stone wurde des Weiteren dafür kritisiert, Hauptdarsteller Val Kilmer aufgefordert zu haben, unter Aufsicht eines Arztes kleine Mengen Heroin zu konsumieren, um die Rauschzustände Morrisons besser verstehen und die Rolle realer spielen zu können. Kilmer lehnte dies ab, soll während der Dreharbeiten jedoch mit anderen Drogen experimentiert haben.
Dem explizit politischen Stone wurde auch schon vorgeworfen, nicht politisch genug zu sein, etwa in Wall Street, der sich zu sehr auf Lifestyle statt auf finanzielle Machtstrukturen konzentriere, und in World Trade Center, der sich auf persönliche Schicksale beschränke. Außerdem wird Stone vorgehalten, unfreiwillig die angebliche Verbindung der Anschläge zu Saddam Hussein zu bekräftigen.

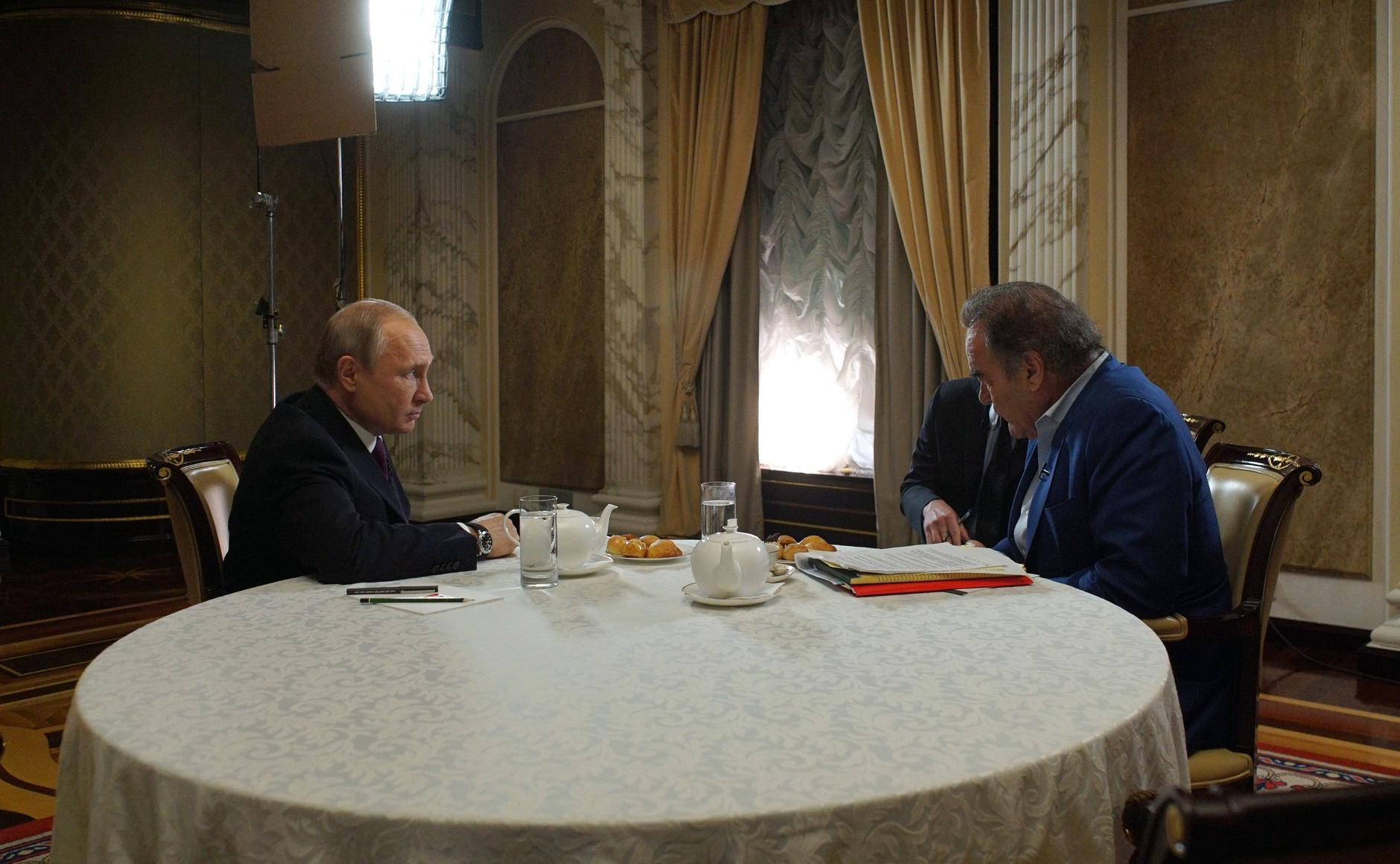
Stone mit Wladimir Putin (2019)

Das Fidel-Castro-Porträt Comandante wurde als zwar faszinierendes, zugleich aber auch unkritisches und sogar idealisierendes Bild des kubanischen Regierungschefs kritisiert. Stone hat sich als Freund und Bewunderer Fidel Castros bezeichnet und sagte über ihn: „Er ist ein getriebener Mann, ein sehr moralischer Mann. Er macht sich viele Gedanken über sein Land. So gesehen ist er selbstlos.“ Ebenso unkritisch sei seine Veröffentlichung über Hugo Chávez gewesen. Mit Die Putin-Interviews widerspricht Stone der Erzählung eines unprovozierten Krieges in der Ukraine und ihm wird, wie auch mit Ukraine on Fire, eine Unterstützung Putins vorgeworfen. In Revealing Ukraine seien daraus ganze Sätze wiederverwendet und offensichtlich zusammengeschnitten und darum unverständlich geworden. Im Jahr 2021 erschien ein weiteres Filmportrait über einen Autokraten; Nursultan Nasarbajew. Der Film wurde als „eine aus Kasachstan finanzierte und dirigierte PR-Show“ beschrieben, weil Stone Menschenrechtsverletzungen wie Folterungen von Oppositionellen nicht ansprach und Recherchen von OCCRP, Der Standard, Tamedia, ZDF und Der Spiegel ergaben, dass Stone bei der Konzeption jenes Filmes zu Nasarbajew teilweise nicht selbst entschied, welche Fragen er an Nasarbajew stellte. Die Recherchen ergaben außerdem, dass Stone (oder Partner in seinem Namen) auch dem belarussischen Diktator Aljaksandr Lukaschenka, dem türkischen Präsidenten Recep Tayyip Erdoğan und Aserbaidschans Autokraten Ilham Alijew die Produktion von Filmportraits und ein Mitspracherecht bei der Konzeption anbot. Von Alijew forderte Stone für die Umsetzung eines Filmportraits 15 Millionen US-Dollar. Im Falle von Lukaschenka entschied sich Stone, sein Angebot zurückzuziehen bzw. gegen eine Zusammenarbeit.
Der Historiker Stepan Welitschko schrieb im Januar 2015 im Vorfeld der Entstehung von Ukraine on Fire einen offenen Brief an Oliver Stone. Wie jeder gestürzte Diktator habe Janukowytsch, anstatt die Fehler bei sich und der eigenen Politik zu suchen, die leichte Erklärung fremder Mächte zur Hand. Der Fokus von Stone auf die CIA bzgl. der Euromaidan-Geschehnisse führe hingegen zu „billiger Propaganda“ zum Vorteil Putins Diktatur. Welitschko fügte an, dass die Konzentration auf einen isolierten Aspekt entweder zur weltanschaulichen Rechtfertigung oder zu Verschwörungstheorien führe.

## Filmografie

### Kurzfilme
- 1970: Michael and Marie
- 1979: Mad Man of Martinique

### Spielfilme
D = Drehbuch; R = Regie; P = Produzent; E = Editor; K = Kameramann
- 1970: Street Scenes (K)
- 1971: Last Year in Viet Nam (D, E, K)
- 1973: Sugar Cookies (P)
- 1974: Die Herrscherin des Bösen (Seizure) (R, D, E)
- 1978: 12 Uhr nachts – Midnight Express (Midnight Express) (D)
- 1981: Die Hand (The Hand) (R, D)
- 1982: Conan der Barbar (Conan the Barbarian) (D)
- 1983: Scarface (D)
- 1985: Im Jahr des Drachen (Year of the Dragon) (D)
- 1986: 8 Millionen Wege zu sterben (8 Million Ways to Die) (D)
- 1986: Salvador (R, D, P)
- 1986: Platoon (R, D, P)
- 1987: Wall Street (R, D, P)
- 1988: Talk Radio (R, D, P)
- 1989: Geboren am 4. Juli (Born on the Fourth of July) (R, D, P)
- 1990: Blue Steel (P)
- 1990: Die Affäre der Sunny von B. (Reversal of Fortune) (P)
- 1991: Iron Maze – Im Netz der Leidenschaft (Iron Maze) (P)
- 1991: The Doors (R, D)
- 1991: JFK – Tatort Dallas (JFK) (R, D, P)
- 1992: Zebrahead (P)
- 1992: South Central – In den Straßen von L.A. (South Central) (P)
- 1993: Wild Palms (P)
- 1993: Zwischen Himmel und Hölle (Heaven & Earth) (R, D, P)
- 1993: Töchter des Himmels (The Joy Luck Club) (P)
- 1994: The New Age (P)
- 1994: Natural Born Killers (R, D, P)
- 1995: Nixon – Der Untergang eines Präsidenten (Nixon) (R, D, P)
- 1995: Unter Anklage – Der Fall McMartin (Indictment: The McMartin Trial) (P)
- 1996: Freeway (P)
- 1996: Killer – Tagebuch eines Serienmörders (Killer: A Journal of Murder) (P)
- 1996: Larry Flynt – Die nackte Wahrheit (The People vs. Larry Flynt) (P)
- 1996: Evita (D)
- 1997: The Hunt (Cold Around the Heart) (P)
- 1997: U-Turn – Kein Weg zurück (U Turn) (R, P)
- 1998: Savior (P)
- 1999: Corruptor – Im Zeichen der Korruption (The Corruptor) (P)
- 1999: An jedem verdammten Sonntag (Any Given Sunday) (R, D, P)
- 2001: The Day Reagan Was Shot (P)
- 2004: Alexander (R, D, P)
- 2006: World Trade Center (R, P)
- 2008: W. – Ein missverstandenes Leben (W.) (R, P)
- 2010: Wall Street: Geld schläft nicht (Wall Street 2: Money Never Sleeps) (R, P)
- 2012: Savages (R, D, P)
- 2016: Snowden (R, D, P)

### Dokumentarfilme
Regisseur
- 2003: Comandante
- 2003: Persona Non grata
- 2004: America Undercover, 2 Episoden
- 2009: South of the Border
- 2012: Oliver Stone – Die nicht erzählte Geschichte Amerikas (Untold History of the United States)
- 2017: Die Putin-Interviews (The Putin Interviews)
- 2021: JFK Revisited: Through the Looking Glass
- 2022: Nuclear[33]
- 2022: JFK: Destiny Betrayed, 4 Episoden
- 2024: Lula

Drehbuch
- 2003: Comandante
- 2004: America Undercover, 1 Episode
- 2012: Oliver Stone – Die nicht erzählte Geschichte Amerikas (Untold History of the United States)
- 2017: Die Putin-Interviews (The Putin Interviews)

Produzent
- 1998: The Last Days of Kennedy and King
- 2003: Comandante
- 2009: South of the Border
- 2012: Oliver Stone – Die nicht erzählte Geschichte Amerikas (Untold History of the United States)
- 2016: Ukraine on Fire
- 2017: Die Putin-Interviews (The Putin Interviews)
- 2019: Revealing Ukraine - Die Enthüllung

## Auszeichnungen
Oliver Stone erhielt für seine Filme zahlreiche Auszeichnungen und Nominierungen. Überwiegend wird sein Schaffen als Regisseur, Drehbuchautor und Produzent gewürdigt. So erhielt Stone bislang drei Oscars und war für acht weitere nominiert. Bei den Golden Globes wurde ihm bereits fünf Mal der Preis überreicht und er war für drei weitere Trophäen nominiert. Weiterhin erhielt Stone einen Stern auf dem Hollywood Walk of Fame. Es sind über 56 Auszeichnungen und 49 Nominierungen auf Oliver Stone zurückzuführen. Die nachfolgende Auswahl listet die bekanntesten Preise auf. In einer Liste der größten Regisseure der Filmgeschichte kam er in der Zeitschrift Entertainment Weekly auf Platz 43.
Oscarverleihung
- 1979: Auszeichnung in der Kategorie Bestes adaptiertes Drehbuch für 12 Uhr nachts – Midnight Express
- 1987: Auszeichnung in der Kategorie Beste Regie für Platoon
- 1987: Nominierung in der Kategorie Bestes Originaldrehbuch für Platoon
- 1987: Nominierung in der Kategorie Bestes Originaldrehbuch für Salvador (mit Rick Boyle)
- 1990: Nominierung in der Kategorie Bester Film für Geboren am 4. Juli
- 1990: Auszeichnung in der Kategorie Beste Regie für Geboren am 4. Juli
- 1990: Nominierung in der Kategorie Bestes adaptiertes Drehbuch für Geboren am 4. Juli
- 1992: Nominierung in der Kategorie Bester Film für JFK – Tatort Dallas
- 1992: Nominierung in der Kategorie Beste Regie für JFK – Tatort Dallas
- 1992: Nominierung in der Kategorie Bestes adaptiertes Drehbuch für JFK – Tatort Dallas (mit Zachary Sklar)
- 1996: Nominierung in der Kategorie Bestes Originaldrehbuch für Nixon

Golden Globe Award
- 1979: Auszeichnung in der Kategorie Bestes Filmdrehbuch für 12 Uhr nachts – Midnight Express
- 1987: Auszeichnung in der Kategorie Beste Regie für Platoon
- 1987: Nominierung in der Kategorie Bestes Filmdrehbuch für Platoon
- 1990: Auszeichnung in der Kategorie Beste Regie für Geboren am 4. Juli
- 1990: Auszeichnung in der Kategorie Bestes Filmdrehbuch für Geboren am 4. Juli
- 1992: Auszeichnung in der Kategorie Beste Regie für JFK – Tatort Dallas
- 1992: Nominierung in der Kategorie Bestes Filmdrehbuch für JFK – Tatort Dallas (mit Zachary Sklar)
- 1995: Nominierung in der Kategorie Beste Regie für Natural Born Killers

BAFTA Film Award
- 1988: Auszeichnung in der Kategorie Beste Regie für Platoon
- 1991: Nominierung in der Kategorie Bestes adaptiertes Drehbuch für Geboren am 4. Juli
- 1993: Nominierung in der Kategorie Bestes adaptiertes Drehbuch für JFK – Tatort Dallas (mit Zachary Sklar)
- 1997: Nominierung in der Kategorie Bestes adaptiertes Drehbuch für Evita

Primetime Emmy Awards
- 1995: Auszeichnung in der Kategorie Bester Fernsehfilm für Indictment: The McMartin Trial

Grammy Award
- 1979: Nominierung in der Kategorie Bestes Album mit Originalmusik geschrieben für einen Film oder ein Fernsehspecial für 12 Uhr nachts – Midnight Express

Internationale Filmfestspiele Berlin
- 1987: Nominierung für den Goldenen Bären für Platoon
- 1987: Auszeichnung mit dem Silbernen Bären als bester Regisseur für Platoon
- 1989: Nominierung für den Goldenen Bären für Talk Radio
- 1990: Nominierung für den Goldenen Bären für Geboren am 4. Juli
- 1990: Auszeichnung mit dem Goldenen Ehrenbären
- 2000: Nominierung für den Goldenen Bären für An jedem verdammten Sonntag

Internationale Filmfestspiele von Venedig
- 1994: Auszeichnung mit dem Spezialpreis der Jury für Natural Born Killers
- 1994: Nominierung für den Goldenen Löwen für Natural Born Killers

Sarajevo Film Festival
- 2017: Honorary Heart of Sarajevo Award[35]

B3 Biennale des bewegten Bildes
- 2021: B3 BEN Award in der Kategorie Lebenswerk[36]

Zurich Film Festival
- 2007: A Tribute to ... Award

## Privates
Oliver Stone ist in dritter Ehe mit der Koreanerin Sun-jung Jung  verheiratet. Aus seiner zweiten Ehe mit Elizabeth Burkit Cox stammt der Schauspieler, Regisseur und Produzent Sean Stone.
Seine Nichte Caroline Goddet war mit dem Schauspieler Erol Sander verheiratet.

## Dokumentation
- Oliver Stone, Regisseur der Kontroversen. Regie: Amine Mestari, ARTE F, Frankreich, 53 Minuten, 2024